# Ouijjane
Ouijjane (franska: Ouijjane (CR), Ouijjane (Commune Rurale), arabiska: المعدر الكبير) är en kommun i Marocko.   Den ligger i provinsen Tiznit och regionen Souss-Massa, i den centrala delen av landet, 600 km sydväst om huvudstaden Rabat. Antalet invånare är 6 464.